# Marius Moga
Marius Moga (ur. 30 grudnia 1981) – rumuński kompozytor, producent oraz członek zespołu Morandi.
Marius jest producentem wielu rumuńskich zespołów m.in. Akcent, Blondy, Andreea Balan, Hi-Q. Mając dziewiętnaście lat wyprowadził się z rodzinnej miejscowości do Bukaresztu. Wkrótce poznał Adriana Sână, wraz z którym zapoczątkował działalność zespołu Akcent. W 2004 roku postanowił wraz ze swoim przyjacielem Andreiem Ropceą założyć zespół Morandi.